# مورريتا (كاليفورنيا)
مورريتا (بالإنجليزية: Murrieta)‏ هي إحدى مدن مقاطعة ريفيرسيدي، كاليفورنيا. تم إعطاءها لقب مدينة في 1 يوليو، 1991.

## التركيبة السكانية
حدّد مكتب تعداد الولايات المتحدة بيانات التركيبة السكانية لمورريتا في تعداد الولايات المتحدة. في ما يلي، التركيبة السكانية حسب تعدادي 2000 و2010.

### تعداد عام 2000
بلغ عدد سكان مورريتا 44,282 نسمة بحسب تعداد عام 2000، وبلغ عدد الأسر 14,320 أسرة وعدد العائلات 11,706 عائلة مقيمة في المدينة. في حين سجلت الكثافة السكانية 508.1 نسمة لكل كيلومتر مربع (1,316.0/ميل2). وبلغ عدد الوحدات السكنية 14,921 وحدة بمتوسط كثافة قدره 171.2 لكل كيلومتر مربع (443.4/ميل2).
وتوزع التركيب العرقي للمدينة بنسبة 81.64% من البيض و3.39% من الأمريكيين الأفارقة و0.66% من الأمريكيين الأصليين و4.01% من الأمريكيين ذوي الأصول الآسيوية و0.22% من سكان جزر المحيط الهادئ و5.77% من الأعراق الأخرى و4.32% من عرقين مختلطين أو أكثر و17.48% من الهسبانيون أو اللاتينيون من أي عرق.
بلغ عدد الأسر 14,320 أسرة كانت نسبة 50.4% منها لديها أطفال تحت سن الثامنة عشر تعيش معهم، وبلغت نسبة الأزواج القاطنين مع بعضهم البعض 70.2% من أصل المجموع الكلي للأسر، ونسبة 8.1% من الأسر كان لديها معيلات من الإناث دون وجود شريك،  بينما كانت نسبة 3.4% من الأسر لديها معيلون من الذكور دون وجود شريكة وكانت نسبة 18.3% من غير العائلات. تألفت نسبة 14.5% من أصل جميع الأسر من عدة أفراد يعيشون في نفس المنزل ونسبة 6.7% كانت تتألف من شخص يعيش بمفرده يبلغ من العمر 65 عاماً أو أكثر. وبلغ متوسط حجم الأسرة المعيشية 3.08، أما متوسط حجم العائلات فبلغ 3.42.
بلغ العمر الوسطي للسكان 34.4 عاماً. وكانت نسبة 33.7% من القاطنين تحت سن الثامنة عشر، وكانت نسبة 6.4% بين الثامنة عشر والرابعة والعشرين عاماً، ونسبة 30.8% كانت واقعةً في الفئة العمرية ما بين الخامسة والعشرين والرابعة والأربعين عاماً، ونسبة 17.6% كانت ما بين الخامسة والأربعين والرابعة والستين، ونسبة 11.1% كانت ضمن فئة الخامسة والستين عاماً فما فوق. يوجد لكل 100 أنثى 96.4 ذكر، ويوجد لكل 100 أنثى في الثامنة عشر من عمرها فما فوق 93.1 ذكر.
بلغ متوسط دخل الأسرة في المدينة 60,911 دولارًا، أما متوسط دخل العائلة فبلغ 65,904 دولارًا. وكان متوسط دخل الذكور 49,107 دولارًا مقابل 32,468 دولارًا للإناث. وسجل دخل الفرد الخاص بالمدينة 23,290 دولارًا. وكانت نسبة 3% من العائلات ونسبة 4.3% من السكان تحت خط الفقر، وكان من هؤلاء نسبة 4.7% تحت سن الثامنة عشر ونسبة 5.4% في الخامسة والستين من العمر وما فوق.

### تعداد عام 2010
بلغ عدد سكان مورريتا 103,466 نسمة بحسب تعداد عام 2010، وبلغ عدد الأسر 32,749 أسرة وعدد العائلات 26,033 عائلة مقيمة في المدينة. في حين سجلت الكثافة السكانية 1,187.2 نسمة لكل كيلومتر مربع (3,074.8/ميل2). وبلغ عدد الوحدات السكنية 35,294 وحدة بمتوسط كثافة قدره 405 لكل كيلومتر مربع (1,048.9/ميل2).
وتوزع التركيب العرقي للمدينة بنسبة 69.72% من البيض و5.41% من الأمريكيين الأفارقة و0.72% من الأمريكيين الأصليين و9.24% من الأمريكيين ذوي الأصول الآسيوية و0.38% من سكان جزر المحيط الهادئ و8.40% من الأعراق الأخرى و6.13% من عرقين مختلطين أو أكثر و25.89% من الهسبانيون أو اللاتينيون من أي عرق.
بلغ عدد الأسر 32,749 أسرة كانت نسبة 48.4% منها لديها أطفال تحت سن الثامنة عشر تعيش معهم، وبلغت نسبة الأزواج القاطنين مع بعضهم البعض 62.8% من أصل المجموع الكلي للأسر، ونسبة 11.6% من الأسر كان لديها معيلات من الإناث دون وجود شريك،  بينما كانت نسبة 5% من الأسر لديها معيلون من الذكور دون وجود شريكة وكانت نسبة 20.5% من غير العائلات. تألفت نسبة 15.9% من أصل جميع الأسر من عدة أفراد يعيشون في نفس المنزل ونسبة 6.9% كانت تتألف من شخص يعيش بمفرده يبلغ من العمر 65 عاماً أو أكثر. وبلغ متوسط حجم الأسرة المعيشية 3.15، أما متوسط حجم العائلات فبلغ 3.51.
بلغ العمر الوسطي للسكان 33.4 عاماً. وكانت نسبة 30.4% من القاطنين تحت سن الثامنة عشر، وكانت نسبة 9.6% بين الثامنة عشر والرابعة والعشرين عاماً، ونسبة 27.2% كانت واقعةً في الفئة العمرية ما بين الخامسة والعشرين والرابعة والأربعين عاماً، ونسبة 22.8% كانت ما بين الخامسة والأربعين والرابعة والستين، ونسبة 10.1% كانت ضمن فئة الخامسة والستين عاماً فما فوق. وتوزع التركيب الجنسي للسكان بنسبة 48.8% ذكور و51.2% إناث.

## المناخ
يظهر الجدول التالي التغييرات المناخية على مدار السنة لمورريتا:
| البيانات المناخية لـمورريتا       | البيانات المناخية لـمورريتا | البيانات المناخية لـمورريتا | البيانات المناخية لـمورريتا | البيانات المناخية لـمورريتا | البيانات المناخية لـمورريتا | البيانات المناخية لـمورريتا | البيانات المناخية لـمورريتا | البيانات المناخية لـمورريتا | البيانات المناخية لـمورريتا | البيانات المناخية لـمورريتا | البيانات المناخية لـمورريتا | البيانات المناخية لـمورريتا | البيانات المناخية لـمورريتا |
| الشهر                             | يناير                       | فبراير                      | مارس                        | أبريل                       | مايو                        | يونيو                       | يوليو                       | أغسطس                       | سبتمبر                      | أكتوبر                      | نوفمبر                      | ديسمبر                      | المعدل السنوي               |
| --------------------------------- | --------------------------- | --------------------------- | --------------------------- | --------------------------- | --------------------------- | --------------------------- | --------------------------- | --------------------------- | --------------------------- | --------------------------- | --------------------------- | --------------------------- | --------------------------- |
| متوسط درجة الحرارة الكبرى °ف (°م) | 67 (19)                     | 66 (19)                     | 72 (22)                     | 73 (23)                     | 78 (26)                     | 83 (28)                     | 91 (33)                     | 91 (33)                     | 89 (32)                     | 79 (26)                     | 74 (23)                     | 66 (19)                     | 77.4 (25.2)                 |
| متوسط درجة الحرارة الصغرى °ف (°م) | 41 (5)                      | 41 (5)                      | 45 (7)                      | 48 (9)                      | 52 (11)                     | 55 (13)                     | 62 (17)                     | 61 (16)                     | 57 (14)                     | 52 (11)                     | 46 (8)                      | 40 (4)                      | 50 (10)                     |
| الهطول إنش (مم)                   | 3.22 (82)                   | 4.16 (106)                  | .94 (24)                    | .73 (19)                    | .24 (6.1)                   | .01 (0.25)                  | .07 (1.8)                   | .01 (0.25)                  | .14 (3.6)                   | 1.32 (34)                   | 1.18 (30)                   | 3.54 (90)                   | 15.56 (395)                 |
| المصدر: weathercurrents.com       |                             |                             |                             |                             |                             |                             |                             |                             |                             |                             |                             |                             |                             |

## أعلام
- مارك هال
- تايلر ويد
- كيث بيري
- سييرا روميرو
- أمبير تشايلدرز